# Pax Americana

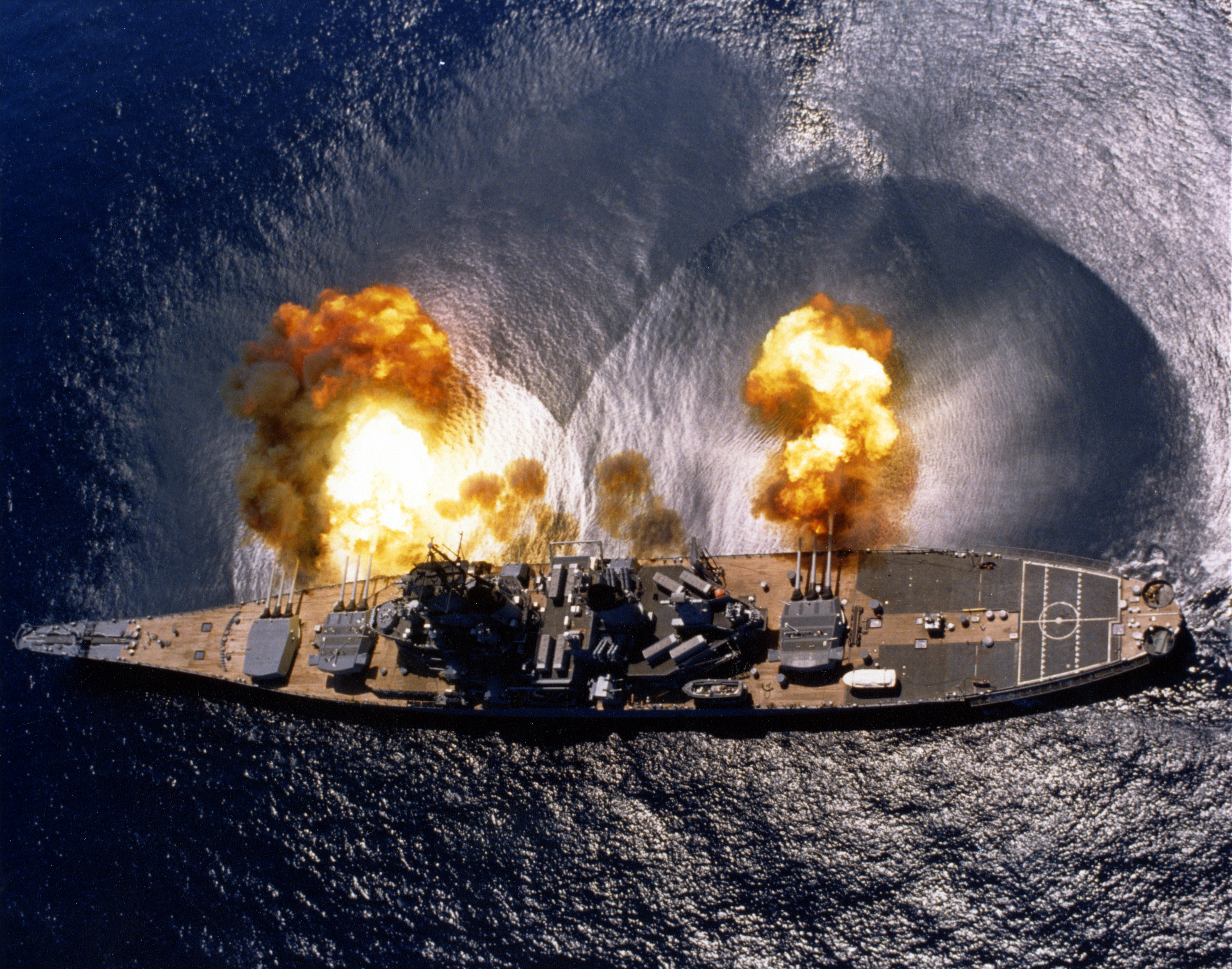
USA:s krigsfartyg avfyrar en bredsida vid övning utanför Puerto Rico 1984.

Pax Americana (latin: Den amerikanska freden) är benämningen på en världsordning under ekonomisk, politisk och militär dominans från USA. Uttrycket har uppkommit i analogi till det klassiska antika västerländska konceptet Pax Romana (latin: Den romerska freden), vilket beskrev en världsordning dominerad av det väldiga Romerska imperiet. I likhet med Pax Romana är det en relativ fred, de länder som står på samma sida som USA åtnjuter fred relativt USA, medan övriga kan angripas godtyckligt. Motsvarande varianter finns också för att beskriva det spanska väldet på den amerikanska dubbelkontinenten, Pax Hispanica; det Brittiska imperiet under dess glansdagar, Pax Britannica; och det kejserliga Kinas inflytandesfär i Östasien, kallad Pax Sinica. 

## Historia
Pax Americana, det vill säga det nuvarande globala politiska och ekonomiska systemet under amerikansk dominans, byggdes upp under åren efter andra världskriget, bland annat genom att en serie mycket viktiga avtal slöts mellan USA och Saudiarabien. Avtalen var win-win: Kungahuset i Saudiarabien, med mellan en tredjedel och en fjärdedel av jordens kända oljetillgångar, behövde amerikanskt militärt beskydd och hjälp med att sälja sin olja internationellt. Detta samarbete anses ge USA ökad makt. Hela den industrialisering som Västvärlden gått igenom under efterkrigstiden, har varit en funktion av tillgången på olja. Oljans betydelse är svår att överskatta; den behövs inte bara som energikälla till industrier, utan också till hushållen, och som drivmedel för fordon och därigenom för merparten av alla transporter.
Den globala amerikanska militära dominansen grundar sig främst på landets tolv hangarfartyg av super-klass (så kallade supercarriers). Dessa är kärnkraftsdrivna; nya kärnbränslestavar behöver bara tillföras vartannat år. De kan förflyttas fritt över världshaven, och med sina ombordvarande spanings-, jakt- och attackflyg, nå i praktiken vilken plats som helst på jordens yta, endast med undantag för vissa avlägsna områden i det inre av Kina och Ryssland.

### Amerikanska militärbaser
Japan, en sedan andra världskrigets slut USA mycket närstående allierad, integrerar alltmer sin militära organisation med USA:s dito.  
USA har å sin sida, bestämt sig för att relokalisera stora delar av sina militära resurser i Östasien, både i form av materiel och manskap, till ön Guam, en amerikansk ö i Stilla havet. 
De flesta amerikanska baserna i Stillahavsasien har hittills varit belägna i de olika allierade länderna. Detta har dock lett till friktioner med lokalbefolkningen på orterna där baserna är placerade.[källa behövs]

### Guam och Gwadar
Ön Guam är amerikanskt territorium, militärledningen hoppas att detta ska bidra till att minska de konsekvenser dylika konflikter kan få. Ön ligger tillräckligt nära eventuella framtida oroshärdar som Taiwan och Sydkorea; den ligger också tillräckligt väl geografiskt sett för att lätt kunna bistå Japan. Havsområdet runt Guam tillhör också de djupaste som finns på jorden. Här kan amerikanska kärnkraftsdrivna ubåtar (som alltså bara behöver bränslepåfyllning vartannat år) gömma sig länge. Flera stora amerikanska militärflygbaser ligger på ön (bland andra Andersen Airforce Base); ännu fler är under uppbyggnad. 
Ön Guam har godo topografiska förutsättningar för den här typen av militär verksamhet, ön liknas ofta vid ett naturligt hangarfartyg. Ön är redan av mycket stor betydelse för USA:s militära och politiska inflytande i Östasien.
USA oroas över att Kina i framtiden kan komma att stationera delar av sin flotta i Gwadar, på samma sätt som USA numera ständigt har hangarfartyg under full stridsberedskap stationerade i Persiska viken. Kinesisk flottnärvaro så nära Persiska viken, skulle potentiellt sätt kunna ha mycket allvarliga konsekvenser för Pax Americana, USA:s ledande roll i världen: ekonomiskt, politiskt och militärt.[källa behövs]